# Обрва (Краљево)
Обрва је насељено шумадијско место града Краљева у долини Западног Поморавља, које административно припада Рашком округу. Према попису из 2022. било је 530 становника.

## Демографија
У насељу Обрва живи 599 пунолетних становника, а просечна старост становништва износи 44,4 година (43,1 код мушкараца и 45,7 код жена). У насељу има 223 домаћинства, а просечан број чланова по домаћинству је 3,23.
Ово насеље је великим делом насељено Србима (према попису из 2002. године), а у последња три пописа, примећен је пад у броју становника.
|  |

| Демографија | Демографија | Демографија |
| Година      | Становника  | Становника  |
| ----------- | ----------- | ----------- |
| 1948.       | 875         |             |
| 1953.       | 935         |             |
| 1961.       | 941         |             |
| 1971.       | 898         |             |
| 1981.       | 808         |             |
| 1991.       | 766         | 763         |
| 2002.       | 720         | 728         |

| Етнички састав према попису из 2002.‍ | Етнички састав према попису из 2002.‍ | Етнички састав према попису из 2002.‍ | Етнички састав према попису из 2002.‍ | Етнички састав према попису из 2002.‍ |
| ------------------------------------ | ------------------------------------ | ------------------------------------ | ------------------------------------ | ------------------------------------ |
|                                      |                                      |                                      |                                      |                                      |
| Срби                                 | Срби                                 |                                      | 715                                  | 99,30%                               |
| Црногорци                            | Црногорци                            |                                      | 1                                    | 0,13%                                |
| Роми                                 | Роми                                 |                                      | 1                                    | 0,13%                                |
| непознато                            | непознато                            |                                      | 3                                    | 0,41%                                |

| Година пописа     | 1948. | 1953. | 1961. | 1971. | 1981. | 1991. | 2002. |
| ----------------- | ----- | ----- | ----- | ----- | ----- | ----- | ----- |
| Број домаћинстава | 179   | 204   | 219   | 219   | 213   | 220   | 223   |

| Број чланова      | 1  | 2  | 3  | 4  | 5  | 6  | 7  | 8 | 9 | 10 и више | Просек |
| ----------------- | -- | -- | -- | -- | -- | -- | -- | - | - | --------- | ------ |
| Број домаћинстава | 37 | 61 | 39 | 32 | 21 | 21 | 11 | 1 | 0 | 0         | 3,23   |

| Пол    | Укупно | Неожењен/Неудата | Ожењен/Удата | Удовац/Удовица | Разведен/Разведена | Непознато |
| ------ | ------ | ---------------- | ------------ | -------------- | ------------------ | --------- |
| Мушки  | 312    | 82               | 197          | 25             | 7                  | 1         |
| Женски | 306    | 38               | 200          | 61             | 7                  | 0         |
| УКУПНО | 618    | 120              | 397          | 86             | 14                 | 1         |

| Пол    | Укупно                    | Пољопривреда, лов и шумарство | Рибарство                            | Вађење руде и камена | Прерађивачка индустрија       |
| ------ | ------------------------- | ----------------------------- | ------------------------------------ | -------------------- | ----------------------------- |
| Мушки  | 197                       | 127                           | 0                                    | 0                    | 29                            |
| Женски | 129                       | 94                            | 0                                    | 0                    | 4                             |
| УКУПНО | 326                       | 221                           | 0                                    | 0                    | 33                            |
| Пол    | Производња и снабдевање   | Грађевинарство                | Трговина                             | Хотели и ресторани   | Саобраћај, складиштење и везе |
| Мушки  | 1                         | 8                             | 5                                    | 1                    | 6                             |
| Женски | 0                         | 1                             | 7                                    | 3                    | 0                             |
| УКУПНО | 1                         | 9                             | 12                                   | 4                    | 6                             |
| Пол    | Финансијско посредовање   | Некретнине                    | Државна управа и одбрана             | Образовање           | Здравствени и социјални рад   |
| Мушки  | 0                         | 1                             | 11                                   | 2                    | 5                             |
| Женски | 0                         | 3                             | 5                                    | 1                    | 9                             |
| УКУПНО | 0                         | 4                             | 16                                   | 3                    | 14                            |
| Пол    | Остале услужне активности | Приватна домаћинства          | Екстериторијалне организације и тела | Непознато            | Непознато                     |
| Мушки  | 0                         | 0                             | 0                                    | 1                    | 1                             |
| Женски | 1                         | 0                             | 0                                    | 1                    | 1                             |
| УКУПНО | 1                         | 0                             | 0                                    | 2                    | 2                             |